# Nocturne (gebed)
Een nocturne of nachtwake is een onderdeel van het getijdengebed. Nocturnes komen voor in de metten in het katholieke getijdengebed en in het dodenofficie. De term is afgeleid van het Latijnse nocturnus, 'nachtelijk'.

## Spelling
In het verleden was als meervoudsvorm ook nocturnen in gebruik en correct Nederlands. Volgens de moderne spelling is alleen de uitgang -s toegestaan. In de regel wordt nog altijd in de kerkelijke liturgie gesproken van nocturnen ter onderscheiding van nocturnes, waarmee een muziekvorm wordt aangeduid. 

## Samenstelling
De samenstelling van de nocturne zelf en het aantal nocturnes die in een bepaald getijde voorkomen, is variabel en afhankelijk van het diocees waarvoor het getijdengebed werd opgesteld, van het type getijdengebed: brevier of getijdenboek, van het type feestdag dat wordt gevierd en uiteraard van het tijdperk waaruit het gebed stamt. Het aantal nocturnes dat gebeden wordt, is ook afhankelijk van de weekdag.
In de Tridentijnse ritus (paus Pius V in 1570) was er voor het getijdengebed voor de geestelijken (brevier) op gewone weekdagen één nocturne met 12 psalmen en 3 lezingen, op gewone zaterdagen was dit 1 nocturne met 9 psalmen en 3 lezingen en op gewone zondagen waren er 3 nocturnes met 12 psalmen in de eerste en 3 psalmen in de tweede en de derde, telkens gevolgd door 3 lezingen. Voor feestdagen was de samenstelling afhankelijk van de rang van de feestdag. Voor 1570 kon elk diocees de samenstelling maken naar eigen goeddunken.
Het merendeel van de feestdagen had 3 nocturnes met telkens 3 psalmen en 3 lezingen.
In het dodenofficie waren er in de metten 3 nocturnes met elk 3 psalmen en 3 lezingen.

## Overig
Nocturne kan ook gebruikt worden in de betekenis van een nachtelijke activiteit, zoals in 'museumnocturne' (Vlaams voor Museumnacht). Een nocturne als muziekgenre wordt meestal gedefinieerd als een romantisch, lyrisch werk dat een nachtelijke, verstilde sfeer oproept.